# Back Door to Hell
Back Door to Hell este un film din 1964 despre trei soldați americani care pregătesc drumul pentru întoarcerea generalului MacArthur în cel de-al Doilea Război Mondial în Filipine prin distrugerea unui centru de comunicații japonez. A fost produs cu un buget relativ mic și a primit recenzii moderate. 
A fost regizat de Monte Hellman și a avut un buget de 80 de mii de dolari americani.
John Hackett a scris scenariul în timp ce călătorea cu barca din SUA către Filipine. Jack Nicholson a scris scenariul pentru Flight to Fury în același timp.
Hellman, Nicholson și Hackett au realizat filmul în același timp cu Flight to Fury (1964).

## Distribuție
- Jimmie Rodgers - Lt. Craig
- Jack Nicholson - Burnett
- John Hackett - Jersey
- Annabelle Huggins - Maria
- Conrad Maga - Paco
- Johnny Monteiro - Ramundo
- Joe Sison - căpitan japonez
- Henry Duval - gardian
- Ben Perez
- Vic Uematsu